# آل عبيد (الملاجم)

تعديل مصدري - تعديل

الملاجم  هي إحدى مناطق محافظة البيضاء الملاجم التابعة لمحافظة البيضاء، بلغ تعداد سكانها 171 نسمة حسب تعداد اليمن لعام 2004.